# سازونشین چشم‌زرد
سازونشین چشم‌زرد (نام علمی: Junco phaeonotus) نام یک گونه از سرده سازونشین است.